# Pararistolochia ju-ju
Pararistolochia ju-ju là một loài thực vật có hoa trong họ Aristolochiaceae. Loài này được (S. Moore) Hutch. & Dalziel mô tả khoa học đầu tiên năm 1927.